# Lemophagus
Genre
Lemophagus est un genre d'insectes hyménoptères de la famille des Ichneumonidae. Ces espèces sont des parasitoïdes diurnes.

## Description
Les espèces de ce genre sont originaires du Japon, d'Europe et d'Afrique du Nord et sont des parasites des Chrysomelidae. L'œuf est pondu dans la larve de l'hôte qui est tuée au stade pré-pupal après qu'elle a construit sa cellule nymphale,. 
Certaines espèces sont univoltines hibernant au stade imago ténéral pendant l'hiver, tandis que d'autres sont partiellement bivoltines .
L.errabundus et L. pulcher sont elles-mêmes parasitées par l'hyperparasitoïde Mesochorus lilioceriphilus . 
Certaines espèces ont été introduites en Amérique du Nord pour lutter contre des ravageurs des cultures. L. errabundus a ainsi été introduite dans le Massachusetts et l’État de Rhode Island pour lutter contre Lilioceris lilii, un ravageur du lys.

## Liste des espèces
Selon GBIF (12 avril 2024) :
- Lemophagus amurensis Kasparyan & Dbar, 1985
- Lemophagus crioceritor Aubert, 1986
- Lemophagus curtus Townes, 1965
- Lemophagus diversae Kusigemati, 1972
- Lemophagus eburnipes Vas, 2022
- Lemophagus errabundus (Gravenhorst, 1829)
- Lemophagus foersteri (Tschek, 1871)
- Lemophagus japonicus (Sonan, 1930)
- Lemophagus pulcher (Szepligeti, 1916)

## Systématique
Le nom valide complet (avec auteur) de ce taxon est Lemophagus Townes (d), 1965.